# 85119 Hannieschaft
85119 Hannieschaft è un asteroide areosecante della fascia principale. Scoperto nel 1972, presenta un'orbita caratterizzata da un semiasse maggiore pari a 1,9213283 UA e da un'eccentricità di 0,1435848, inclinata di 19,81995° rispetto all'eclittica.